# Baronia de Castalla
La Baronia de Castalla fou una jurisdicció senyorial vinculada el 1364 a Ramon Vilanova i Lladró, pertanyent a la família de Maza Lizama. Finalment, el senyoriu restà vinculat als marquesos de Dos Aguas fins al 1889. La baronia comprenia el termes de Castalla i Tibi al País Valencià. En temps de reconquesta les terres que formaran la baronia estaven incloses en la taifa d'Almizra, en zona de conquesta aragonesa. Jaume I va obtenir la cessió d'aquesta plaça, que era en poder de Eximén Pérez d'Arenós, gendre d'Abū Zayd (antic governador almohade de València), a canvi de les de Xest i Vilamarxant i a causa de la seua importància estratègica fou poblat des de l'inici amb cristians. En 1336, Pere IV d'Aragó (1319-1387), afegeix Castalla a la Corona i posteriorment el 1364 es crea la baronia vinculant-la a Ramon Vilanova i Lladró junt amb Tibi.